# Ousman Sonko
Pour les articles homonymes, voir Sonko.
Pour l’article ayant un titre homophone, voir Ousmane Sonko.
Ousman Sonko, né le 9 janvier 1969 à Serrekunda, est un homme politique gambien.
Il est ministre de l'Intérieur (en) entre 2006 et 2016 sous la présidence de Yahya Jammeh. Durant cette période, il est soupçonné d'avoir participé à des actes de torture, y compris dans des centres de détention.

## Biographie

### Carrière
Originaire de Casamance, Ousman Sonko naît le 9 janvier 1969 à Serrekunda. Il fait carrière dans l'armée gambienne à partir de 1989. En 1994, Yahya Jammeh, Diola comme lui, prend le pouvoir, ce qui constitue un tournant pour sa carrière. Début 2000, il sert comme commandant du bataillon des gardes d'État. Il est ensuite inspecteur général de la police gambienne (en) avant d'être nommé ministre de l'Intérieur le 23 octobre 2006.
Durant son mandat de ministre, considéré comme l'exécutant du président, il est accusé d'avoir participé directement à la disparition de journalistes et d'un avocat, et soupçonné d'avoir ordonné la mort de 40 Ghanéens pris par erreur pour des rebelles. On lui attribue également de nombreux enfants illégitimes issus d'agressions sexuelles contre plusieurs femmes qui travaillaient pour le gouvernement.
En 2016, à l'approche des élections, Sonko étant informé que Jammeh cherche à le supprimer, il quitte le pays et se voit remplacé le 19 septembre par Momodou Alieu Bah (en). Muni d'un visa Schengen obtenu pour une visite officielle en Suisse, il aurait demandé l'asile en Espagne, avant de déposer une demande similaire en Suède le 21 septembre, d'où il aurait été renvoyé en Espagne fin octobre avant de gagner la Suisse.

### Poursuites judiciaires
Repéré en Suisse fin novembre 2016 par l'Office fédéral de la police, une émission de la SRF révèle qu'il a déposé une demande d’asile. Dans la foulée, il est dénoncé le 25 janvier 2017 par l'ONG TRIAL International, par le biais d'une plainte pénale déposée auprès des autorités pénales du canton de Berne, et arrêté quelques heures plus tard dans le centre d'accueil de requérants à Lyss.
Il est dès lors détenu pour enquêter sur les allégations, initialement pendant trois mois, puis pendant trois mois supplémentaires à partir de mai 2017. En novembre 2019, sa détention est prolongée par le Tribunal pénal fédéral jusqu'à fin janvier 2020.
Le 18 avril 2023, le procureur général déclare que Sonko est accusé de crimes contre l'humanité. Il est accusé d'avoir « soutenu, participé et de ne s'être pas opposé aux attaques systématiques menées dans le cadre de la répression des opposants au président Yahya Jammeh ». En juin, il demande la récusation des juges du Tribunal pénal fédéral pour avoir, selon lui, outrepassé leur rôle et requis de leur propre initiative l'aggravation des accusations en reprenant les conclusions présentées par les parties plaignantes.
Le 8 janvier 2024, le procès d'Ousman Sonko devant la Cour criminelle fédérale débute à Bellinzone, en Suisse et doit durer au moins trois semaines. C'est la première fois qu'un homme au niveau hiérarchique aussi élevé est jugé en Europe, au titre de la compétence universelle. Le 4 mars, les réquisitions de la procureure demandent la prison à vie contre Ousman Sonko. Le 15 mai, le tribunal condamne Sonko à vingt ans de prison pour crimes contre l'humanité,.